# Deutschland (Schiff, 1895)
Deutschland war der letzte bekannte Name eines Fahrgastschiffes, das zeitweise auf den Berliner Gewässern im Einsatz war.

## Geschichte
Laut Uwe Gieslers Schiffsdatenbank wurde die Deutschland im Jahr 1895 unter der Baunummer 102 auf der Werft von Georg Seebeck in Bremerhaven gebaut und kam als Volapük IV der Firma Fassbänder & Mülleneisen in Köln in Fahrt. Das Dampfschiff war mit einer 100-PS-Maschine ausgestattet, 27,94 Meter lang und 5,4 Meter breit. Es hatte einen Tiefgang von 1,5 Metern und durfte 300 Fahrgäste befördern. Schon ein Jahr später soll es seinen Besitzer gewechselt haben. Unter Peter Gantenbein, ebenfalls aus Köln, hieß das Schiff Volapük 4 mit arabischer Ziffer. Ab 1899 gehörte es zur Mülheimer Dampfschiffahrt. 1905 kam das Schiff nach Berlin, wurde auf den Namen Geier umgetauft und fuhr fortan für die Spandauer Schiffahrtsgesellschaft. Die Höchstzahl der Fahrgäste war nun auf 220 festgelegt. Ab 1907 gehörte die Geier zur SDHG Stern. 1923 kam das Schiff, technisch nach wie vor unverändert, in den Besitz Andreas Bittkows im Dorotheenhof und wurde auf den Namen Walter umgetauft. Wenige Jahre später, 1926, übernahm Gustav Floeting in Lübzin die Walter. Ab 1928 nennt Giesler den Besitzer Gustav Schulz in Stettin, bei dem das Schiff Lübzin geheißen habe. 1946 soll Schulz mit seiner Lübzin in Loitz ansässig gewesen sein. Dort soll das Schiff 1947 die DDR-Kennung 3-256 erhalten haben. Ab 1947 verzeichnet Giesler als Breitenangabe nur noch 5,16 Meter. Das Schiff kam 1953 als Deutschland nach Berlin und war dort mindestens bis 1957 im Einsatz; über den Verbleib kann Giesler keine Auskunft geben.
Hans-Georg Rammelt stimmt in vielen, aber nicht in allen Punkten mit Giesler überein. Laut Rammelt wurde das Schiff unter dem Namen Geier gebaut und in Fahrt gebracht, und zwar in Geestemünde, und wurde 1896, als es zu Peter Gantenbein wechselte, in Volapück [!] 4 umgetauft. 1899 soll es zur Mühlheimer [!] Dampfschiffahrts-AG in Köln gekommen sein, 1905 in Geier zurückbenannt worden sein, als es zur Spandauer Dampfschiffahrtsgesellschaft Oberhavel und Tegeler See in Spandau kam. Bei den weiteren Stationen und Umbenennungen gibt es zunächst keine Abweichungen zwischen Giesler und Rammelt, abgesehen davon, dass Rammelt oft den Monat des Eignerwechsels nennt. Schon 1945 war das Schiff nach der Übersiedlung der Reederei nach Loitz laut Rammelt dort gemeldet. Um 1950/51 habe es seinen Liegeplatz in Birkenwerder gehabt und sei in Berlin gemeldet gewesen.
Kurt Groggert wiederum erwähnt die Geier als eines von 16 Schiffen, die die Spandauer Dampfschiffahrts-Gesellschaft im Jahr 1909 besessen habe. Über die Anfänge des Schiffes berichtet Groggert, es sei 1894 als Volapük IV in Geestemünde für Fasbender [!] und Mülleneisen in Köln-Deutz gebaut worden und habe dann ab 1896 dem Kölner Schlachtermeister Gendebien [!] und ab 1899 der Mülheimer Dampfschiffahrt AG gehört. Die habe die Geier sowie deren 1897 gebautes Schwesterschiff Habicht (ex Volapük VI) dann nach Spandau verkauft. 1914 habe die Geier noch eine Zulassung zur Beförderung von 287 Personen gehabt. In den 1920er Jahren hatte die Spree-Havel-Dampfschiffahrtsgesellschaft Stern große wirtschaftliche Probleme und stieß viele ihrer Schiffe ab, darunter auch Geier und Habicht, die laut Groggert wie die Neptun und die Prinz Eitel Friedrich nach Stettin verkauft wurden. In der Nachkriegszeit kehrten die Habicht als Pommern, die Neptun als Marianne und die Geier als Lübzin mit der Reederei Schulz nach Berlin zurück. Über die Umbenennung der Lübzin in Deutschland und deren Ende äußert sich Groggert nicht.